# Ixodes sinensis
Ixodes sinensis este o specie de căpușe din genul Ixodes, familia Ixodidae, descrisă de H. T. Teng în anul 1977. Conform Catalogue of Life specia Ixodes sinensis nu are subspecii cunoscute.